# 鹿田计
鹿田计（1929年—2010年），江苏铜山人，中华人民共和国政治人物。
1955年7月加入中国共产党，1959年6月至1970年8月任枣庄煤矿采矿区副区长、区长。1970年9月，任山东肥城矿务局国庄建设指挥部副指挥，山东省总工会筹备小组组长。1973年7月，任山东省总工会主任。1977年1月，任中共山东省委常委。1979年3月至1980年11月任中共山东潍坊市委常委、潍坊市革委会副主任。1984年10月被开除党籍，撤销行政职务。是中共第九届、十届、十一届中央委员。